# Reinhold Gall

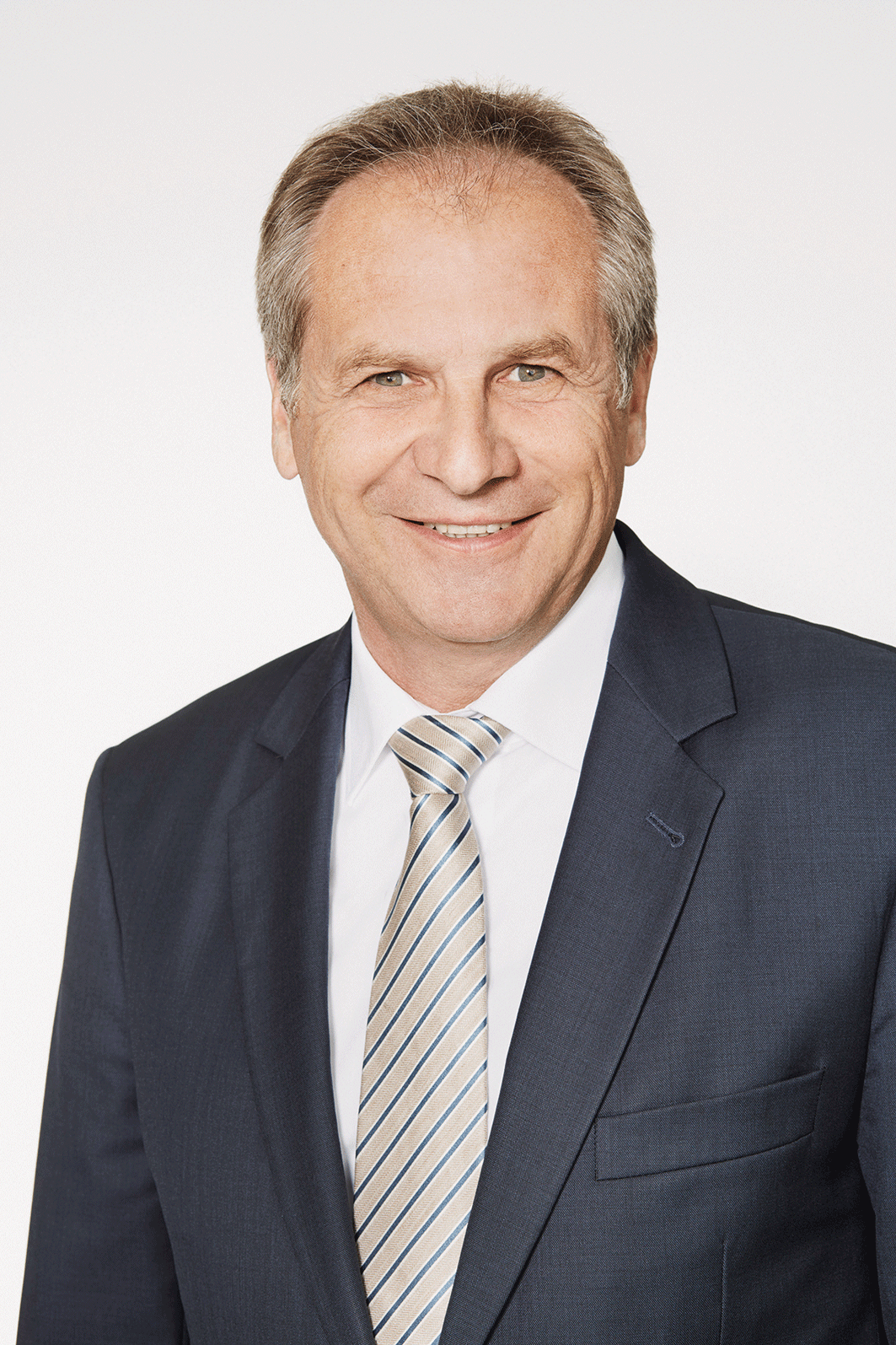
Reinhold Gall (2018)

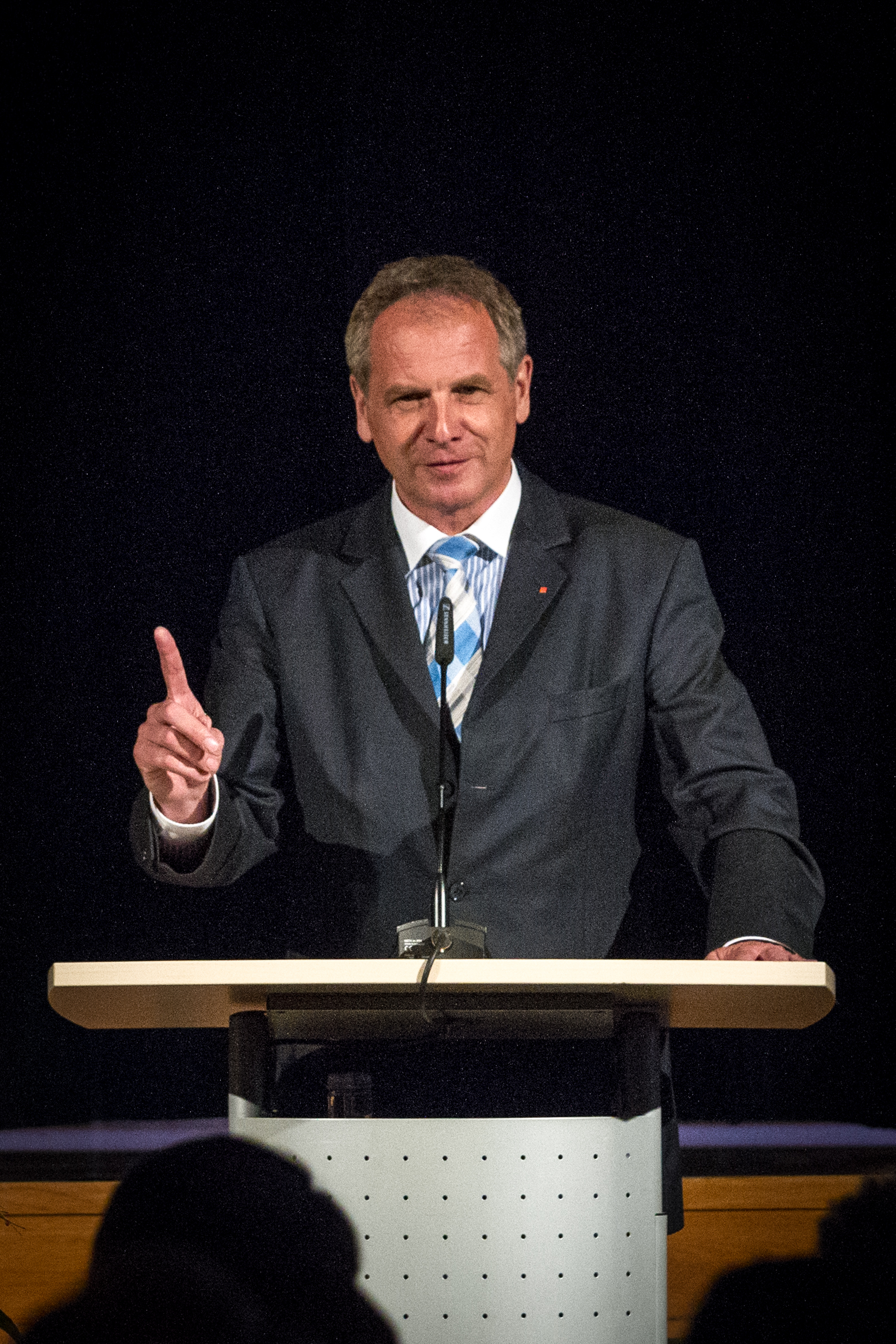
Reinhold Gall (2014)

Reinhold Gall (* 31. Oktober 1956 in Sülzbach) ist ein deutscher Politiker (SPD). Er war von Mai 2011 bis Mai 2016 Innenminister des Landes Baden-Württemberg im Kabinett Kretschmann I und von 2001 bis 2021 Abgeordneter im Landtag von Baden-Württemberg.

## Berufliche und politische Tätigkeit
Der gelernte Fernmeldehandwerker Reinhold Gall begann seine politische Laufbahn in der Kommunalpolitik. 1984 wurde er in den Gemeinderat der Gemeinde Obersulm (Landkreis Heilbronn) gewählt, 1989 wurde er Ortsvorsteher seines Heimatortes Obersulm-Sülzbach, 1994 zog er in den Kreistag ein. Bei der Landtagswahl 2001 wurde er für den Wahlkreis Neckarsulm in den Landtag von Baden-Württemberg gewählt; bei den Wahlen 2006, 2011 und 2016 errang er ein Zweitmandat für die SPD.
Seit 2006 war er Parlamentarischer Geschäftsführer der SPD-Landtagsfraktion. Dieses Amt gab er in der Zeit als Innenminister ab. Seit der Landtagswahl 2016 hat er dieses Amt wieder angetreten.
Er war innen- und polizeipolitischer Sprecher der Fraktion, von 2004 bis 2006 zudem Vorsitzender des Innenausschusses. Seit 2016 ist er Mitglied im Präsidium des Landtags, im ständigen Ausschuss, im Wahlprüfungsausschuss und im Ausschuss für ländlichen Raum und Verbraucherschutz.
Gall ist seit 2009 Vorsitzender des Kreisfeuerwehrverbandes Heilbronn und seit 1984 Kreisausbilder der Feuerwehren im Landkreis Heilbronn. Bis Juni 2007 war er zudem Landesgeschäftsführer der Sozialdemokratischen Gemeinschaft für Kommunalpolitik (SGK).
Am 12. Mai 2011 wurde Gall als Innenminister der grün-roten Regierung in Baden-Württemberg vereidigt. Seine Ämter als Ortsvorsteher von Sülzbach (1989–2011), Mitglied der SPD-Fraktion im Kreistag (1994–2011, ab 1999 als Vorsitzender) und Mitglied des Gemeinderates von Obersulm (1984–2011) musste er dafür aufgeben. Als Innenminister setzte er sich 2012 für ein Alkoholverbot auf öffentlichen Plätzen ein. Nach der Vereidigung des Kabinetts Kretschmann II im Mai 2016 schied er aus dem Amt aus.
Bei der Landtagswahl in Baden-Württemberg 2021 kandidierte er nicht erneut.

## Sonstige Mitgliedschaften
Er ist Mitglied bei der Europa-Union Deutschland. Zudem ist er stellvertretender Vorsitzender des Treuhandvereins für Verkehrserziehung und Verkehrssicherheit e. V.,  Vorsitzender der Anton Pecoroni Kameradschaftshilfe der Feuerwehren des Landkreises und der Stadt Heilbronn e. V. und Mitglied im Stiftungsrat der ev. Stiftung Lichtenstern.

## Familie und Privates
Reinhold Gall ist verheiratet und hat zwei erwachsene Söhne.

## Ehrungen
- Mittelkreuz des Verdienstordens der Republik Ungarn (2014)[10]
- Ehrenbürger von Hercegkút/Nordungarn
- Wenzel-Jaksch Gedächtnispreis
- Bevölkerungsschutz-Ehrenzeichen des Landes Baden-Württemberg
- Silberne Ehrennadel der Karpatendeutschen Landsmannschaft Slowakei
- Ehrenkommandant der Feuerwehr Obersulm
- Deutsches Feuerwehr-Ehrenkreuz in Gold
- Ehrennadel in Gold des LFV BW
- Feuerwehr-Ehrenzeichen der Sonderstufe des Landes BW
- 2025: Verdienstorden des Landes Baden-Württemberg[11]